# キアラン・カーソン
キアラン・カーソン（英語:  Ciaran Carson,1948年 10月9日- 2019年10月6日）とは、北アイルランドの作家、詩人、音楽家である。

## 概要
エリック・グレゴリー賞、アイルランド文学賞、T・S・エリオット賞、オックスフォード・ヴァイデンフェルト翻訳賞を受賞している。
代表作として『琥珀捕り』がある。